# Liste der Biografien/Webs
Liste der Biografien |
Portal Biografien |
Personensuche
# |
A |
B |
C |
D |
E |
F |
G |
H |
I |
J |
K |
L |
M |
N |
O |
P |
Q |
R |
S |
T |
U |
V |
W |
X |
Y |
Z |
?
 
Wa |
Wc |
Wd |
We |
Wh |
Wi |
Wj |
Wl |
Wn |
Wo |
Wr |
Ws |
Wt |
Wu |
Ww |
Wy |
Wz
 
Wea |
Web |
Wec |
Wed |
Wee |
Wef |
Weg |
Weh |
Wei |
Wej |
Wek |
Wel |
Wem |
Wen |
Weo |
Wep |
Wer |
Wes |
Wet |
Weu |
Wev |
Wew |
Wex |
Wey |
Wez
 
Webb |
Webe |
Webh |
Webi |
Webl |
Webn |
Webo |
Webs
Die Liste der Biografien führt alle Personen auf, die in der deutschsprachigen Wikipedia einen Artikel haben. Dieses ist eine Teilliste mit 92 Einträgen von Personen, deren Namen mit den Buchstaben „Webs“ beginnt.

## Webs

### Websk
- Websky, Egmont (1827–1905), deutscher Textilfabrikant und Politiker (NLP), MdR
- Websky, Martin (1824–1886), deutscher Mineraloge, Kristallograf, Oberbergrat und Hochschullehrer
- Websky, Wolfgang von (1895–1992), deutscher Maler

### Webso
- Webson, Walton, antiguanischer Diplomat

### Webst
- Webster, Adam (* 1980), englischer Fußballspieler
- Webster, Adam (* 1995), englischer Fußballspieler
- Webster, Albert (1925–2010), britischer Mittelstreckenläufer
- Webster, Alex (* 1969), US-amerikanischer Metal-BassistAlex Webster (* 1969)

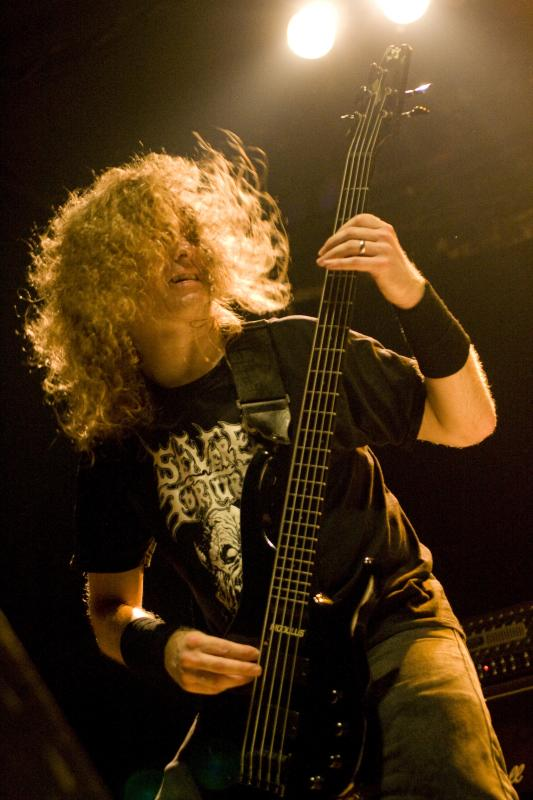
Alex Webster (* 1969)

- Webster, Andy (* 1982), schottischer Fußballspieler
- Webster, Arthur Gordon (1863–1923), US-amerikanischer Mathematiker und Physiker
- Webster, Augustine († 1535), englischer, römisch-katholischer Märtyrer
- Webster, Barry (1935–2023), englischer Fußballspieler
- Webster, Ben (1909–1973), US-amerikanischer Tenorsaxophonist des Jazz
- Webster, Bergljot (* 1966), norwegische Richterin
- Webster, Beveridge (1908–1999), US-amerikanischer Pianist und Musikpädagoge
- Webster, Brenda (* 1961), kanadische Eisschnellläuferin und Shorttrackerin
- Webster, Brittany (* 1987), kanadische Skilangläuferin
- Webster, Bud (1952–2016), US-amerikanischer Science-Fiction- und Fantasy-Autor und Essayist
- Webster, Byron (* 1987), englischer Fußballspieler
- Webster, Charles (1886–1961), britischer Diplomat und Historiker
- Webster, Chris (* 1986), britischer Schauspieler
- Webster, Colin (1932–2001), walisischer Fußballspieler
- Webster, Colin, britischer Improvisationsmusiker (Saxophone, Elektronik)
- Webster, Craig (* 1957), kanadischer Eisschnellläufer
- Webster, Dale (1948–2025), US-amerikanischer Surfer
- Webster, Daniel (1782–1852), US-amerikanischer Politiker, US-Senator und Außenminister
- Webster, Daniel (* 1949), US-amerikanischer Politiker der Republikanischen ParteiDaniel Webster (* 1949)

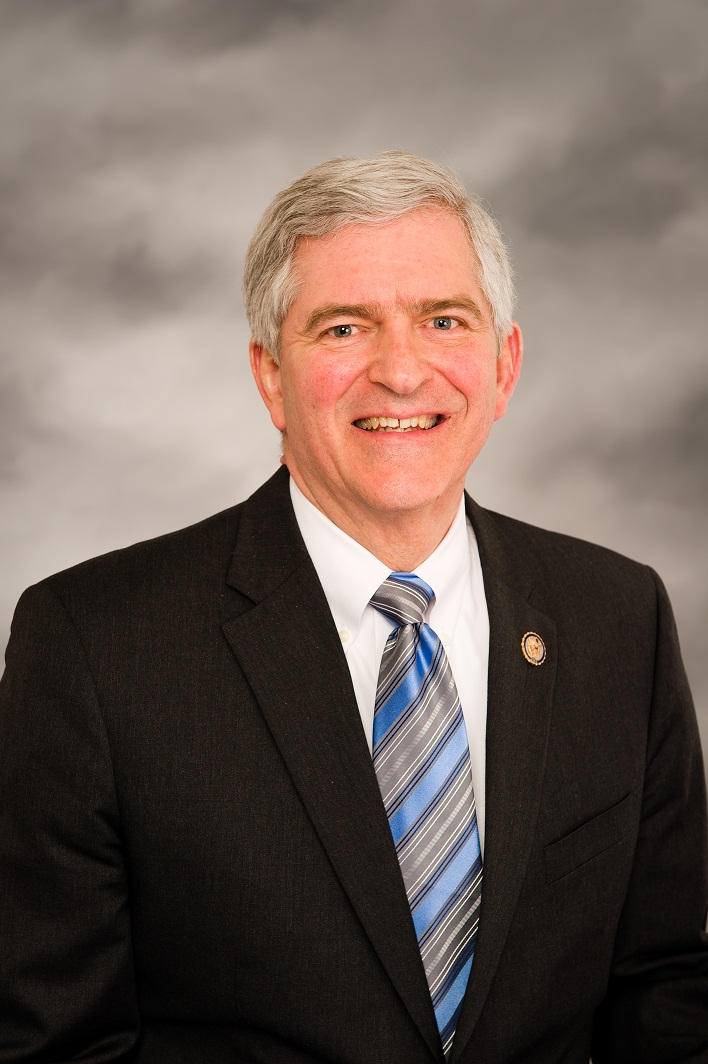
Daniel Webster (* 1949)

- Webster, Darren (* 1968), englischer Dartspieler
- Webster, Darryl (* 1962), britischer Radrennfahrer
- Webster, David (1945–1989), südafrikanischer Anthropologe
- Webster, David Kenyon (* 1922), US-amerikanischer Journalist, Schriftsteller und SoldatDavid Kenyon Webster (* 1922)

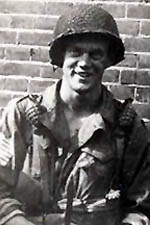
David Kenyon Webster (* 1922)

- Webster, David Locke (1888–1976), US-amerikanischer Physiker
- Webster, Edwin Hanson (1829–1893), US-amerikanischer Politiker
- Webster, Ellis, anguillanischer Politiker, Premier
- Webster, Ferris (1912–1989), US-amerikanischer Filmeditor
- Webster, Freddie (1916–1947), US-amerikanischer Jazztrompeter
- Webster, Frederic S., US-amerikanischer Taxidermist
- Webster, George (1885–1941), britischer Schwimmer
- Webster, George W. (1870–1953), amerikanischer Eisenbahnmanager
- Webster, Graham (1913–2001), britischer Bauingenieur und Provinzialrömischer Archäologe
- Webster, Harold (1895–1958), kanadischer Marathonläufer
- Webster, Henry George (1917–2007), britischer Automobil-Ingenieur
- Webster, J. Stanley (1877–1962), US-amerikanischer Jurist und Politiker
- Webster, Jamie (* 1994), englischer Folk-Pop-Sänger
- Webster, Jane (* 1956), englische Badmintonspielerin
- Webster, Jean (1876–1916), amerikanische Schriftstellerin
- Webster, John, englischer Dramatiker
- Webster, John (1590–1661), englischer Gouverneur der Kolonie von Connecticut
- Webster, John (1925–2014), britischer Mykologe
- Webster, John White (1793–1850), US-amerikanischer Gelehrter und hingerichteter Mörder
- Webster, Josh (* 1994), britischer Automobilrennfahrer
- Webster, Katie (1936–1999), US-amerikanische Jazz-Pianistin und Sängerin
- Webster, Kieran (* 1997), australischer Eishockeyspieler
- Webster, Lee (* 1977), südafrikanischer Skeletonsportler
- Webster, Lliam (* 1986), australischer Eishockeyspieler
- Webster, Mark (* 1983), englischer DartspielerMark Webster (* 1983)

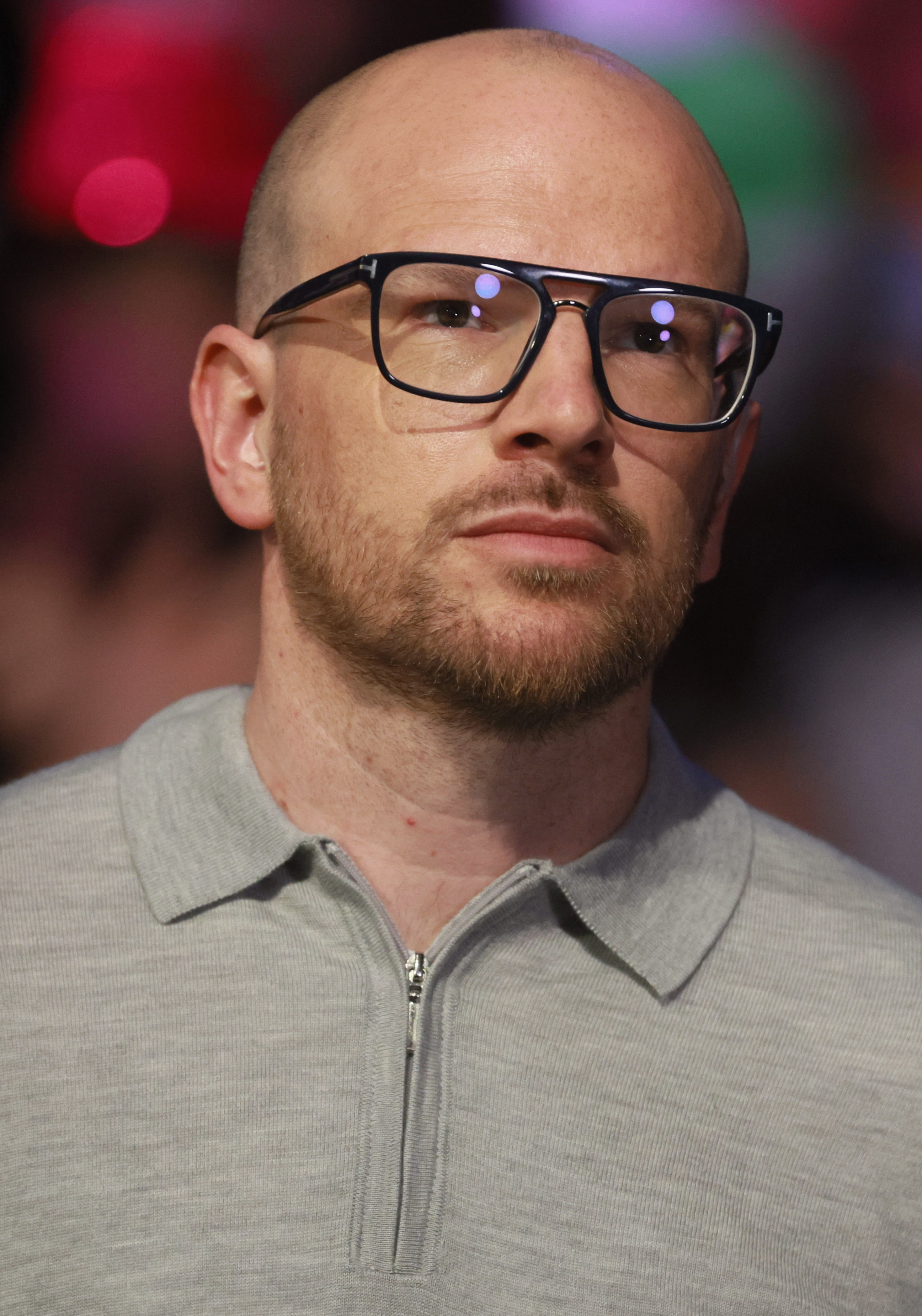
Mark Webster (* 1983)

- Webster, Martell (* 1986), US-amerikanischer Basketballspieler
- Webster, Mary (1935–2017), US-amerikanische Film- und Fernsehschauspielerin
- Webster, Mike (1952–2002), US-amerikanischer American-Football-Spieler
- Webster, Morgan (* 1990), walisischer Wrestler
- Webster, Nesta (1876–1960), englische Verschwörungstheoretikerin
- Webster, Nicholas (1912–2006), US-amerikanischer Filmregisseur und Filmproduzent
- Webster, Noah (1758–1843), amerikanischer Lexikograf, Rechtschreibreformer, Publizist, Übersetzer und Schriftsteller
- Webster, Paul (* 1952), britischer Filmproduzent
- Webster, Paul Francis (1907–1984), US-amerikanischer Songtexter
- Webster, Paul Frank (1909–1966), US-amerikanischer Jazztrompeter des Swing
- Webster, Revell (* 2004), Sprinter aus Trinidad und Tobago
- Webster, Richard (1914–2009), britischer Stabhochspringer
- Webster, Richard, 1. Viscount Alverstone (1842–1915), englischer Anwalt, Politiker, Mitglied des House of Commons und Richter
- Webster, Robert (* 1932), amerikanischer Virologe
- Webster, Robert (* 1938), US-amerikanischer Wasserspringer
- Webster, Ron (* 1943), englischer Fußballspieler
- Webster, Ronald (1926–2016), anguilanischer Politiker, Chief Minister
- Webster, Rowena (* 1987), australische Wasserballspielerin
- Webster, Sam (* 1991), neuseeländischer Bahnradsportler
- Webster, Simon (* 1981), schottischer Rugbyspieler
- Webster, Stephen (* 1959), britischer Schmuckdesigner
- Webster, Steve (* 1958), kanadischer Bassist, Plattenproduzent, Arrangeur, Toningenieur und Komponist
- Webster, Steve (* 1960), britischer Motorradrennfahrer
- Webster, Steve (* 1975), englischer Golfer
- Webster, Taylor (1800–1876), US-amerikanischer Politiker (Demokratische Partei)
- Webster, Terrone (* 2004), anguillanischer Sprinter
- Webster, Thomas (1773–1844), britischer Geologe
- Webster, Thomas (1909–1981), US-amerikanischer Segler
- Webster, Thomas Bertram Lonsdale (1905–1974), britischer Altphilologe und Klassischer Archäologe
- Webster, Tom (1886–1962), britischer Karikaturist und Cartoonist
- Webster, Tom (1948–2020), kanadischer Eishockeyspieler und -trainer
- Webster, Torri (* 1996), US-amerikanische Schauspielerin
- Webster, Valerie (* 1932), britische Weitspringerin
- Webster, Victor (* 1973), kanadischer Schauspieler
- Webster, William G. junior (* 1951), US-amerikanischer Offizier, Generalleutnant der US-Army
- Webster, William H. (1924–2025), US-amerikanischer Geheimdienstler, Direktor von FBI und CIAWilliam H. Webster (1924–2025)

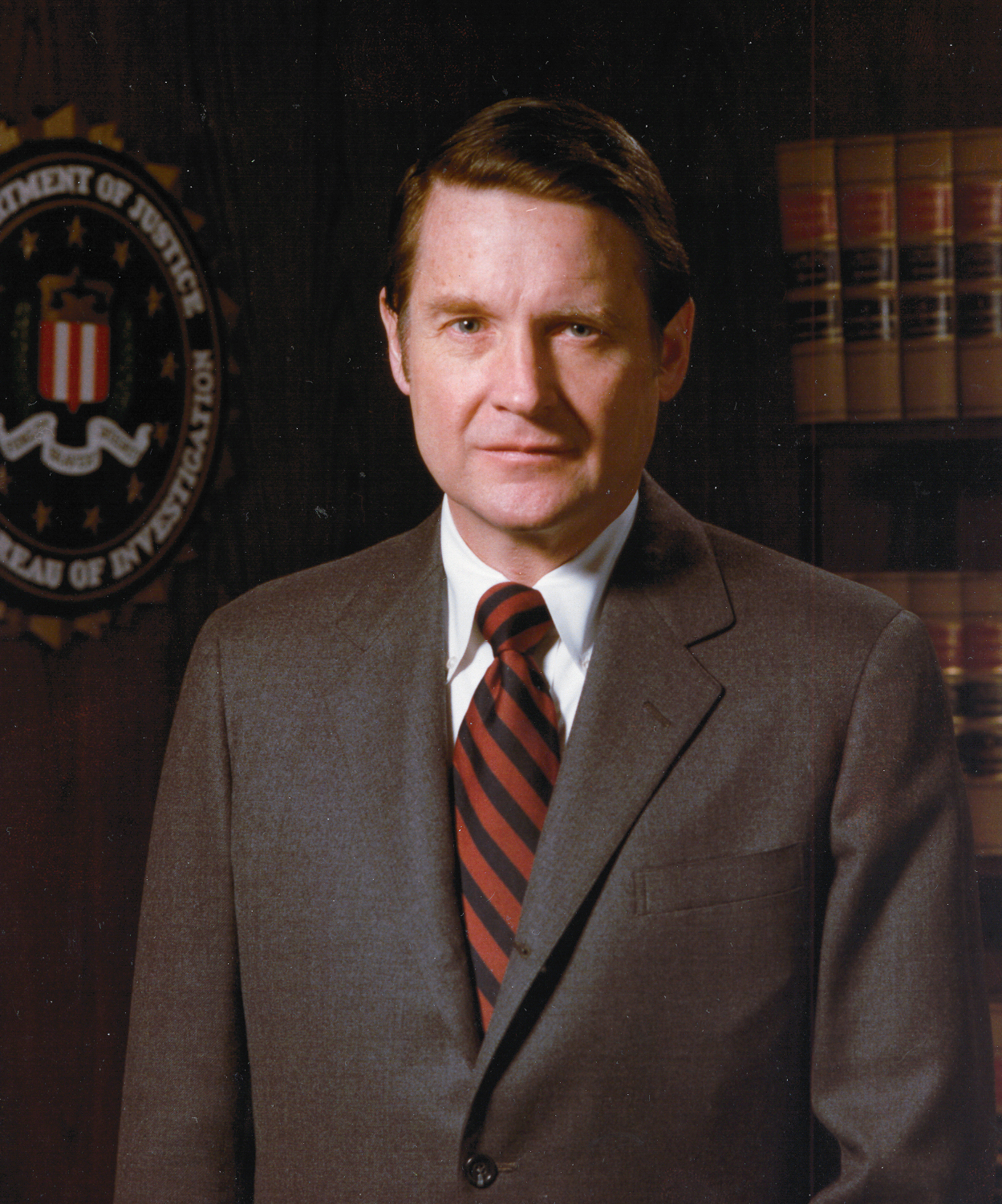
William H. Webster (1924–2025)